# Bitwa pod Dymitryką
Bitwa pod Dymitryką (bitwa pod Demetritzes) – starcie zbrojne, które miało miejsce 7 listopada 1185 r. pomiędzy siłami bizantyńskimi a Normanami z Królestwa Sycylii.
Po zdobyciu i splądrowaniu drugiego co do wielkości miasta bizantyńskiego Tesalonik, armia normańska ruszyła powoli w kierunku Tracji i podzieliła się na dwie części. Jedna uderzyła na Seres, ale nie zdobyła miasta i zajęła się plądrowaniem terenu. Druga przesunęła się dalej na północ. Tymczasem armia bizantyjska, dotąd mająca kłopoty z powodu podziału dowództwa, została zjednoczona pod komendą Aleksego Branasa. Branas uderzył na Mosynopolis (zajęte wcześniej przez Normanów), przegnał ich i w pościgu dotarł do Dymitryki (dzis. Sidirokastro. Armie stanęły naprzeciw siebie, ale dowódcy normańscy zaproponowali rozejm. Uważając, że ma on na celu zwłokę i sprowadzenie posiłków z Seres, po kilku dniach, popołudniem 7 listopada Branas zarządził niespodziewany atak. Zaskoczeni i niezdyscyplinowani Normanowie poszli w rozsypkę, ich wodzowie (hrabiowie Baldwin i Ryszard z Acerry oraz Aleksy Komnen zw. "Podczaszy", nieprawy syna Manuela I Komnena) dostali się do niewoli. Normanowie, którzy uciekli, oraz oddziały spod Seres, które także umknęły na południe, schronili się w Tesalonikach, a część uciekła statkami na Sycylię. Armia Branasa zdobyła miasto i zmasakrowała obrońców. Porażka Normanów poważnie ich osłabiła, ale nie zakończyła ich prób podbicia ziem Cesarstwa Bizantyńskiego.